# Venom: Let There Be Carnage
Venom: Let There Be Carnage és una pel·lícula estatunidenca de superherois basada en el personatge de Marvel Comics, Venom, produïda per Columbia Pictures en associació amb Marvel i Tencent Pictures i distribuïda per Sony Pictures Releasing. Ha estat subtitulada al català.
És una seqüela de Venom (2018), i el segon film dins l'Univers Marvel de Sony. Andy Serkis dirigirà el film a partir del guió de Kelly Marcel, comptant amb els actors Tom Hardy com a Eddie Brock/Venom juntament amb Woody Harrelson com a Cletus Kasady/Carnage, Michelle Williams, Reid Scott i Naomie Harris.

## Repartiment
- Tom Hardy com a Eddie Brock/Venom:
- Michelle Williams com a Anne Weying
- Naomie Harris com a Frances Barrison / Shriek
- Reid Scott com a Dan Lewis
- Stephen Graham com a Patrick Mulligan
- Woody Harrelson com a Cletus Kasady/Carnage